# Piet Pieterszoon Heyn

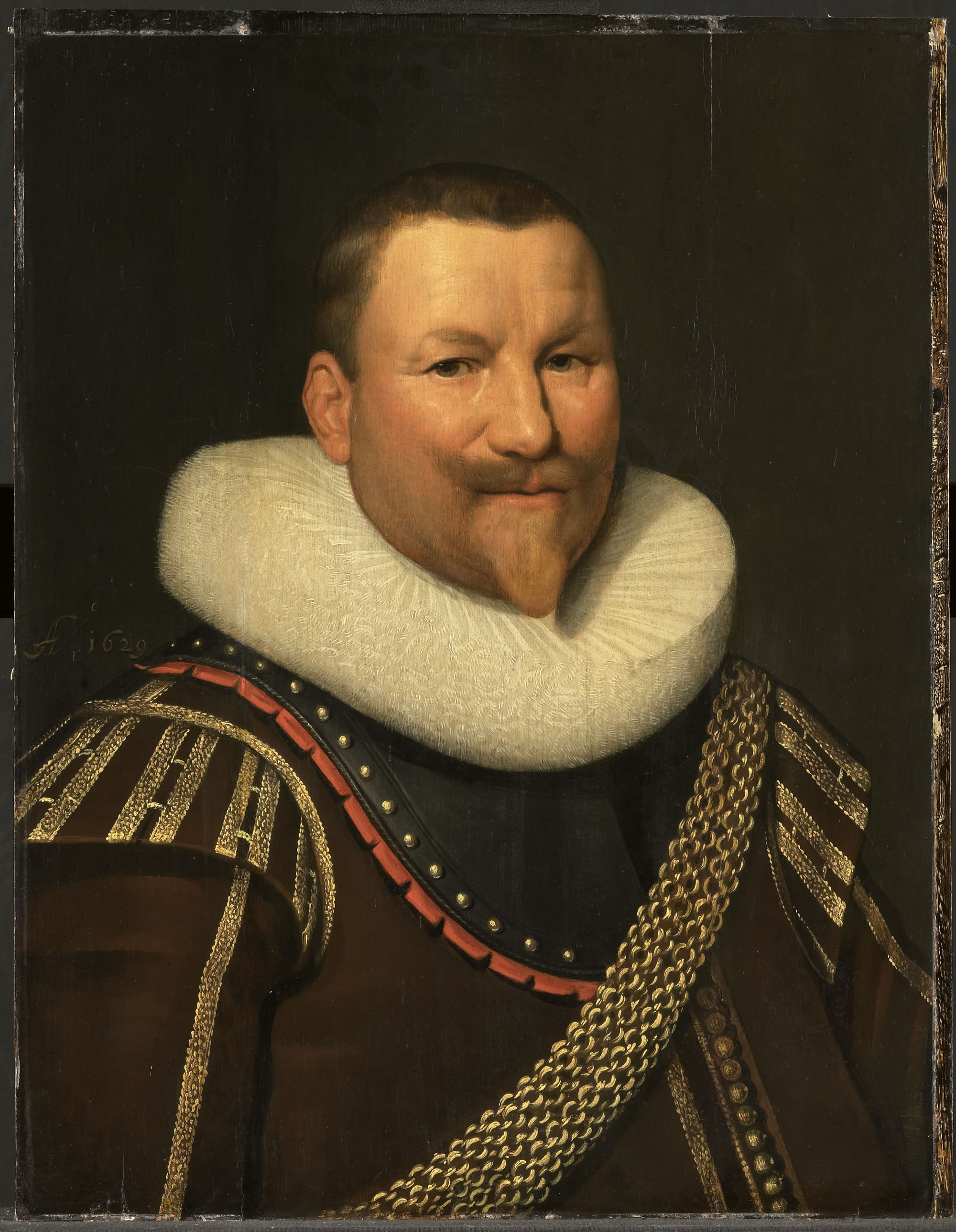
Piet Heyn

Piet Pieterszoon Heyn, auch in der Schreibweise Hein, genannt Piet Hein (* 15. November 1577jul. in Delfshaven (heute Teil von Rotterdam); † 18. Juni 1629greg.), war ein Admiral der nordniederländischen  WIC, die zur militärischen und wirtschaftlichen Schwächung der Spanier im  Achtzigjährigen Krieg gegründet worden war. Bekannt ist er vor allem für die Aufbringung der  spanischen Silberflotte vor Kuba 1628, die es den  Generalstaaten ermöglichte, den Krieg fortzusetzen.

## Leben
Piet Heyn wurde in Delfshaven als Sohn eines Kapitäns geboren. Es geht die Sage, dass er in seiner Jugend einige Jahre auf der Heidemühle in Schortens verbracht hat. Schon früh fuhr er zur See. 1598 wurde er von den Spaniern gefangen genommen und verbrachte etwa vier Jahre als Galeeren-Sklave, bis er 1602 im Rahmen eines Gefangenenaustauschs wieder frei kam. 1603 wurde er aber auf Kuba erneut gefangen genommen und kehrte erst 1607 in die Niederlande zurück.
1607 heuerte er bei der Niederländischen Ostindien-Kompanie (VOC) an und trat eine fünfjährige Reise nach Asien an, von der er als Kapitän der Hollandia zurückkehrte. Er blieb bis 1612 in Diensten der VOC. Danach befehligte er die Sphaera Mundi. 1618 wurde er als Kapitän der Neptunus durch Venedig gezwungen, gegen Neapel zu kämpfen. 1621 reiste er über Land wieder zurück in seine Heimat.
1623 wurde er Vize-Admiral der Niederländischen Westindien-Kompanie, wobei er besonders in der Karibik im Bereich der Westindischen Inseln aktiv war.
Mit einer aus 26 Schiffen bestehenden Flotte eroberte Heyn die Stadt Salvador in Bahia (Nordosten Brasiliens) und machte dabei reiche Beute. Ein Angriff auf die westafrikanische Stadt Luanda in Angola im Jahr 1624 schlug fehl. Als er nach Bahia zurückkehrte, war die Stadt kurze Zeit zuvor am 30. April 1625 schon wieder in portugiesische Hände gefallen.
Nach diesen eher erfolglosen Unternehmungen gelang es Piet Heyn, nun als Admiral, am 17. September 1628 die spanische Schatzflotte in der zehn Meilen östlich von Havanna gelegenen Bucht von Matanzas kampflos zu kapern. Seine Beute wurde auf zwölf Millionen Gulden geschätzt, was heute einem Wert von etwa einer Milliarde Euro entspricht. Die Beute von der Silberflotte versetzte die niederländische Regierung finanziell in die Lage, in ihrem andauernden Krieg gegen Spanien mit einer größeren Armee in die Offensive zu gehen und im nächsten Jahr die strategisch wichtige Stadt 's Hertogenbosch zu erobern. Laut Christoph Driessen markiert die Eroberung der Silberflotte „den Wendepunkt in der zweiten Hälfte des Krieges gegen Spanien“. Da es Streitigkeiten mit der Westindienkompanie bei der Aufteilung der Beute gab, quittierte Heyn den Dienst. Heyn soll nur einen Betrag von etwa 7000 Gulden erhalten haben, was weniger als einem Promille des Reingewinnes entsprach.
1629 war er als Admiralleutnant von Holland – also tatsächlich als Oberbefehlshaber der niederländische Flotte – im Dienste von Admiral-General Friedrich Heinrich, Prinz von Oranien und Graf von Nassau. Seine neue Aufgabe war die Blockade Dünkirchens, da die Freibeuter von Dünkirchen unter spanischer Flagge fuhren.
Piet Heyn starb im selben Jahr in einer Seeschlacht bei Oostende im Schelde-Kanal. Er liegt in der Oude Kerk (Alten Kirche) zu Delft begraben.

## Piet Heyn als Volksheld

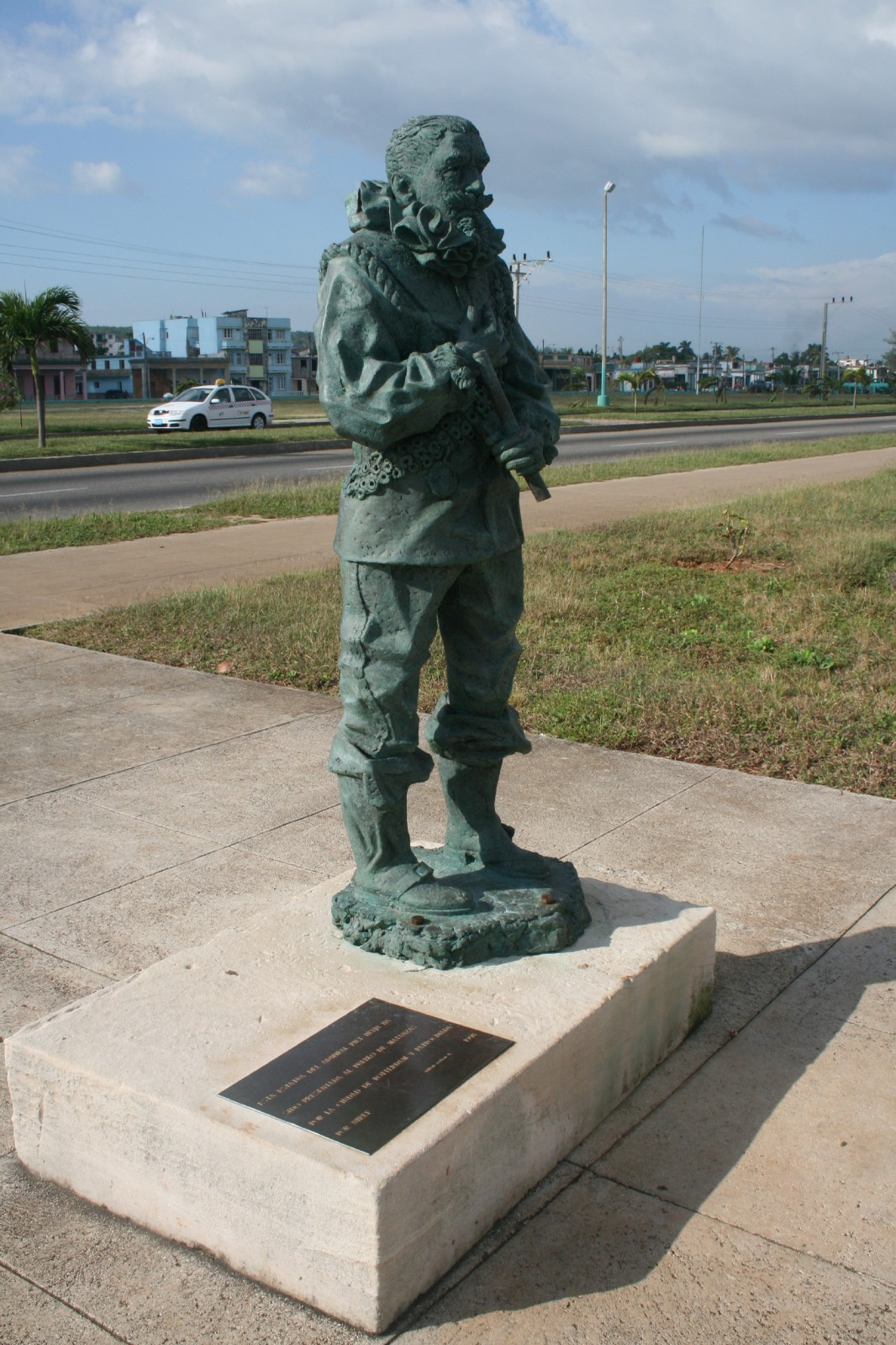
Denkmal Piet Heyns in Matanzas

Der schon zu Lebenszeiten populäre Heyn wurde nach seinem Tod ein Volksheld, vor allem wegen seines erfolgreichen Überfalls auf die spanische Schatzflotte.
In der Folgezeit wurden unzählige Gedichte und Lieder zu Ehren Piet Heyns geschrieben. Eines aus der Feder von Jan Pieter Heye aus dem Jahre 1844 ist noch immer ein bekanntes niederländisches Volkslied. Als „De Zilvervloot“ („Heb je van de zilveren vloot wel gehoord, / De zilveren vloot van Spanje? / Die had er veel Spaanse matten aan boord / En appeltjes van Oranje!“ – Hast du schon von der silbernen Flotte  gehört / Der silbernen Flotte von Spanien? / Die hatte viel' spanische Taler an Bord / Und dazu noch viele Orangen!) gehört es heute zu den beliebtesten Fangesängen in den Fußballstadien des Landes.
Auch wurden Straßen und Plätze in den Niederlanden nach Heyn benannt. Jeweils ein Standbild ist in Delfshaven und an der Bucht von Matanzas zu sehen. Am Piet Hein huisje (⊙), einem Nachfolgerbau seines Geburtshauses von 1880 in Delfshaven, ist Heyns Wappen sowie ein Gedenkstein und eine Gedenktafel angebracht.